# Schwerpunkt-Weiterbildung Gynäkologische Onkologie
Die Schwerpunkt-Weiterbildung Gynäkologische Onkologie ist eine in der Musterweiterbildungsordnung der deutschen Bundesärztekammer von 2018 aufgeführte Schwerpunktweiterbildung für Fachärzte für Frauenheilkunde und Geburtshilfe.

## Definition Gebiet Frauenheilkunde und Geburtshilfe
Das  Gebiet Frauenheilkunde und Geburtshilfe umfasst nach der Definition der deutschen Weiterbildungsordnung für Ärztinnen und Ärzte die Erkennung, Vorbeugung, konservative und operative Behandlung sowie Nachsorge von geschlechtsspezifischen Gesundheitsstörungen der Frau einschließlich plastisch-rekonstruktiver Eingriffe, der gynäkologischen Onkologie, Endokrinologie, Fortpflanzungsmedizin, Urogynäkologie, der Betreuung und Überwachung normaler und gestörter Schwangerschaften, Geburten und Wochenbettverläufe sowie der Prä- und Perinatalmedizin.

## Mindestanforderung
Um in Deutschland als Gynäkologischer Onkologe/Gynäkologische Onkologin tätig werden zu können, müssen Fachärzte für Frauenheilkunde und Geburtshilfe über die Facharztausbildung hinaus noch eine 24-monatige Weiterbildung in Gynäkologische Onkologie an einer anerkannten Einrichtung durchlaufen und eine Prüfung ablegen.
Bei der Anmeldung zur Weiterbildungsprüfung müssen der zuständigen Ärztekammer  sämtliche Nachweise über die erfüllten Mindestanforderungen vorgelegt werden. Dazu gehören auch die Logbuch-Dokumentationen über alle durch die MWBO vorgegebenen Inhalte der Weiterbildung.

## Inhalte der Weiterbildung
Bei der Weiterbildungsprüfung muss man darlegen können, dass man Kenntnisse, Erfahrungen und Fertigkeiten unter anderem in folgenden Bereichen erlangt hat:
- Notfälle
  - Behandlung von medikamentösen und operativen Komplikationen nach onkologischen Behandlungen, z. B. febrile Neutropenie, Sepsis, Ileus, Paravasat
  - Diagnostik und Therapie der primären Tumorblutung
  - Mitbehandlung strahlentherapeutischer Komplikationen
- Tumorerkrankungen
  - Diagnostik und Therapie bösartiger Erkrankungen des weiblichen Genitales und der Brust einschließlich hereditärer onkologischer Krankheitsbilder
  - Organerhaltende oder radikale Operationen 
    - gutartiger, prämaligner oder maligner Erkrankungen der Mamma einschließlich Exploration der regionalen Lymphabflussgebiete
    - gutartiger, prämaligner oder maligner Erkrankungen des weiblichen Genitales sowie systematischer inguinaler, pelviner, paraaortaler Lymphonodektomie, Sentinel-Lymphknoten-Biopsie (SNB) einschließlich fertilitätserhaltender Maßnahmen

  - Rekonstruktive Eingriffe im Zusammenhang mit onkologischen Behandlungen
  - Indikationsstellung zur gynäkologischen Strahlentherapie
  - Spezielle Rezidivdiagnostik und -behandlung
  - Psychoonkologische Betreuung
  - Einleitung von rehabilitativen Maßnahmen
  - Tumornachsorge
  - Spezielle palliativmedizinische Betreuung bei Patienten mit lebenslimitierenden gynäkologischen Krankheiten
- Therapieassoziierte endokrine Dysfunktionen
  - Beratung über die Möglichkeiten der Fertilitätserhaltung
- Medikamentöse Tumortherapie und Supportivtherapie
  - Interdisziplinäre Indikationsstellung zu chirurgischen, interventionellen und nuklearmedizinischen Behandlungsverfahren
  - Indikationsstellung zur medikamentösen Tumortherapie unter Berücksichtigung von Komorbiditäten
  - Planung und Überwachung der medikamentösen Therapie bei Tumorerkrankungen des Fachgebietes einschließlich der Prävention, Erkennung und Behandlung spezifischer Nebenwirkungen von Tumortherapeutika
  - Medikamentöse Therapie bei Patienten mit Tumoren des Fachgebietes
  - Prophylaktische und interventionelle Supportivtherapie, insbesondere Antiemese, Ernährungsberatung und Diätetik einschließlich enteraler und parenteraler Ernährung, Infektionsprophylaxe und Therapie von Infektionen, Antikoagulation.[1]

Die Inhalte der Musterweiterbildungsordnung sind allerdings nur eine Empfehlung für die rechtsverbindlichen Weiterbildungsordnungen der Landesärztekammern, die hiervon abweichende Regelungen treffen können.

## Zusatzweiterbildungen
Gynäkologische Onkologinnen haben die Möglichkeit, sich durch Zusatz-Weiterbildung weiter zu qualifizieren.

### Zusatz-Weiterbildungen für Fachärzte für Frauenheilkunde und Geburtshilfe
Allen Gynäkologischen Onkologen stehen die Zusatz-Weiterbildungen offen, welche sich an alle Frauenärzte und Geburtshelfer richten.

### Zusatz-Weiterbildungen für Gebiete der unmittelbaren Patientenversorgung
Darüber hinaus können sich alle Frauenärzte und Geburtshelfer in den Zusatz-Weiterbildungen qualifizieren, die Fachärzten der Gebiete der unmittelbaren Patientenversorgung vorbehalten sind.